# 楚漢驕雄
《楚漢驕雄》（英語：The Conqueror's Story），香港無綫電視古裝劇集，2004年10月25日至12月4日於翡翠台首播，共30集，由鄭少秋、江華、張可頤及吳美珩領銜主演，黎耀祥及蔣志光聯合主演，監製李添勝。主題曲《絕世雄才》由鄭少秋主唱。此劇為無綫電視37周年台慶劇，亦是江華在無綫電視拍攝的最後一部電視劇。2005年9月28日登上台灣TVBS八點檔播出。

## 劇情
《楚漢驕雄》由劉邦任泗水亭長事蹟開始，劇情描述了劉邦於芒碭山「斬白蛇起義」、秦末農民戰爭、楚漢戰爭直至漢朝成立初時止。

## 演員表

### 漢朝
| 演員           | 角色        | 關係／簡介 |
| 鄭少秋         | 劉 邦       | 沛公、漢王 生性豁達，有過人氣量，無憂無慮，凡事天跌下來當被蓋，面對逆景總能輕鬆面對。喜歡自由，不受拘束，貪戀酒食，愛美色，也愛財，愛與人調笑，善於帶給人歡樂，所以交遊廣闊，雖不學無術，有點粗鄙不文，惟待人以誠，並有仁心加一點熱血，加上相貌堂堂，生得一副龍顏，讓人容易接受，自然散發一股令人難以解釋的領袖魅力。 曾擔任沛縣泗水亭亭長 呂雉、戚姬、薄姬之夫 蕭何、樊噲、曹參、夏候嬰、雍齒之兄弟，後與雍齒反目 於第2集與項羽結拜為兄弟，後於第13集反目，於第28集和好，但於第29集再次反目 於第30集項羽敗亡後成為大漢帝國皇帝 |
| 張可頤         | 呂 雉       | 目光遠大，胸懷大志，野心勃勃，聰明絕頂，攻於心計，口才出眾，果斷英明，識大體，因夫君劉邦好色，也有女子善妒的一面。做事勇往直前，懂得把握時機，能夠忍辱負重，恨己身為女兒身而不幹一番大事，遂把希望寄託於夫婿邦之身上。 劉邦之妻 呂文之女 |
| 嘉碧儀         | 戚 姬       | 劉邦夫人 |
| 湯盈盈         | 薄 姬       | 原為魏豹夫人，魏軍瓦解後，為劉邦夫人 |
| 楊家盛（童年） | 劉 盈       | 劉邦與呂雉之子 |
| 陳 堃          | 劉 盈       | 劉邦與呂雉之子 |
| 顏麗芮         | 魯 元       | 劉邦與呂雉之女 |
| 艾 威          | 樊 噲       | 原為屠夫，後跟隨劉邦打天下，成為劉邦麾下大將 |
| 陳榮峻         | 夏侯嬰      | 劉邦麾下大將 |
| 邵傳勇         | 曹 參       | 原為沛縣獄吏，後輔助劉邦起義，成為其重要將領 |
| 林韋辰         | 陳 平       | 原為项羽麾下，後為劉邦麾下謀士 |
| 魯振順         | 蕭 何       | 原為沛縣獄吏，後輔助劉邦起義，成為其重要軍師 |
| 黎耀祥         | 韓 信       | 沉鬱寡言，半生鬱郁不得志，受辱人前，養成自卑又自大的偏激極端性格，為軍事天才，有天才的高傲狂妄，不知收斂。好大名，誓要一仗功成，名垂千古。感情上有情有義，一諾千金。為了理想能忍辱負重，熟讀兵法，用兵如神，對戰爭行軍遣將極度痴迷，喜歡以戰爭去證明自己，是個冷靜又瘋狂的好戰份子。 香姬之夫 原為項羽營下執戟郎，後入巴蜀被劉邦冊封為天下兵馬大元帥 漢朝成立之後被劉邦和呂后處以死刑 |
| 蔣志光         | 張 良       | 字子房才，世稱“張良計”，深思熟慮，冷靜理智，觀察入微，能言善辯，聰明絕頂，飽讀詩書，上知天文，下知地理，知人善用，平日注重儀表，凡事有條不紊，一切盡在掌握之中，相國之才也。 劉邦謀仕 於第16集訛稱蔣陵會見韓信並勸諫韓信叛楚歸漢 |
| 余子明         | 酈食其      | 劉邦謀仕 於第24集被烹殺 |
| 鄭子誠         | 雍 齒       | 先為劉邦重要將領，後轉投項羽 |
| 黃文標         | 彭 越       | 劉邦重要將領 |
| 郭卓樺         | 紀 信       | 助劉邦逃脫的劉邦替身 為項羽所殺 |
| 孫季卿         | 劉太公      | 劉邦之父 |
| 廖麗麗         | 劉 媼       | 劉邦之母 |
| 陳狄克         | 劉 興       | 劉邦之兄 |
| 劉桂芳         | 楊 氏       | 劉邦之嫂 |
| 甘子正         | 牛          | 漢兵 |
| 王偉樑         | 武          | 漢兵 |
| 李岡龍         | 池          | 漢兵 |
| 魏惠文         | 泉          | 漢兵 於第22集戰死 |
| 戴耀明         | 富          | 漢兵 |
| 虞天偉         | 東          | 漢兵 |
| 伍文生         | 虎頭兒      | 漢兵 於第22集戰死 |
| 蕭徽勇         | 炊事兵/漢兵 | |

### 西楚
| 演員   | 角色          | 關係／簡介 |
| 江 華  | 項 羽         | 西楚霸王 文韜武略，生性豪邁不凡。天生神力，力能舉鼎，氣蓋山河，是個天生的大英雄。勇武過人，飽讀兵書，冷靜沉着，有決斷力，無懼艱困，鬥志旺勝，對付敵人永不手軟，自信十足，認為可憑一己之力，戰勝天意，可以英雄造時勢。但亦因過份自負，不肯聽言納諫，引致眾叛親離，雖百戰長勝，一敗即敗，悲劇收場。 項燕之孫 虞姬之夫 項梁、項伯之侄兒 於第30集自刎身亡 |
| 吳美珩 | 虞 姬         | 清麗脱俗，外表弱質纖纖，內裏倔強剛烈，意志堅強，愛恨分明，善解人意，温柔體貼，温婉可人。聰慧機智，善良細心；對愛情最為執着，專一痴情，不怕犧牲。知書識禮，能歌擅舞，且彈得一手好琴，與羽是郎才女貌的一對璧人，名傳千古。 項羽之妻 虞子期之妹 於第30集自刎身亡                                                                                         |
| 江 漢  | 項 梁         | 項羽之叔父 於第10集戰死 |
| 陳鴻烈 | 項 伯         | 項羽之叔父 |
| 羅樂林 | 范 增         | 項羽之重要謀士 |
| 黃澤鋒 | 項 莊         | 項羽之族弟 |
| 王俊棠 | 英 布         | 項羽之麾下大將 於第2集歸順項羽 後轉投劉邦 |
| 游 飈  | 龍 且         | 項羽之麾下大將 |
| 麥嘉倫 | 鍾離昧        | 項羽之麾下大將 |
| 邵卓堯 | 虞子期        | 項羽之將領 虞姬之兄 |
| 鄭子誠 | 雍 齒         | 先投劉邦，後轉投項羽 |
| 麥子樂 | 項家僕人/細作 | |
| 林遠迎 | 楚 將         | |
| 陳少邦 | 楚 將         | |
| 蘇麗明 | 龍且妻        | |
| 李啟傑 | 布副將        | |
| 曾健明 | 大 夫         | |

### 楚國
| 演員   | 角色   | 關係／簡介                        |
| 敖嘉年 | 楚義帝 | 楚國君主 後被項羽所命令的英布殺害 |
| 王 青  | 宋 義  | 楚國大臣，最後遭項羽發動兵變斬死  |

### 秦朝
| 演員   | 角色   | 關係／簡介 |
| 王基信 | 嬴 政  | 秦始皇 扶蘇、胡亥之父 於公元前221年統一六國，築馳道、車同軌、書同文、制秦律、焚書坑儒、施行暴政，導致人民苛捐重稅、民不聊生、生靈塗炭。 |
| 羅君左 | 趙 高  | 秦朝丞相、宦官 為子嬰所殺 |
| 張達倫 | 呂不韋 | 秦朝丞相 奇貨可居者 為秦始皇所殺 |
| 李永豪 | 胡 亥  | 秦始皇幼子 秦二世，在位時不理政事 為趙高所殺                                                                                            |
| 李永漢 | 子 嬰  | 秦王 秦氏宗室 殺害趙高 為項羽被迫以天子劍自殺身亡                                                                                       |
| 華忠男 | 司馬欣 | 秦朝長史 |
| 蔡國慶 | 章 邯  | 秦朝大將 曾擊敗項梁、陳勝軍，最後被韓信軍擊敗。                                                                                         |
| 戴志衛 | 章 平  | 章邯之弟 |
| 關 菁  | 董 翳  | 秦朝將領 |
| 柯衍崇 | 扶 蘇  | 秦始皇長子 胡亥之兄 為趙高所殺 |
| 楊英偉 | 殷 通  | 會稽郡郡守，被項羽所殺。 |
| 古明華 | 唐縣令 | 沛縣縣令 被樊噲所殺。 |
| 曾敬賢 | 秦 兵  | |
| 陳建文 | 秦 兵  | |

### 狗家
| 演員   | 角色   | 關係／簡介         |
| 張裕里 | 狗 仔  | 沛縣縣民           |
| 呂娘均 | 狗大妹 | 沛縣縣民           |
| 呂沛霖 | 狗細妹 | 沛縣縣民           |
| 許碧姬 | 狗祖母 | 沛縣縣民、狗仔祖母 |
| 曾玉娟 | 狗 母  | 沛縣縣民、狗仔之母 |

### 其他演員
- 黃建勳 飾 老太監
- 鍾志光 飾 周老闆
- 陳　琪 飾 花
- 張貝蒨 飾 影
- 雷　恩 飾 月
- 沈可欣 飾 鶯
- 張雪芹 飾 燕/舞　姬
- 陳文靜 飾 雲/歌姬甲
- 陳錫江 飾 鳳　父
- 鄭玉儀 飾 鳳
- 鍾建文 飾 力
- 黃國強 飾 謀　士
- 飾 九　姨
- 葉　暐 飾 小　二
- 何慶輝 飾 小　二
- 梁克遜 飾 洪　爺
- 鄧泰和 飾 趙　棠
- 陳勉良 飾 江　伯
- 彭冠中 飾 原　哥
- 劉　江 飾 呂　文（呂雉之父）
- 陳建文 飾 宣旨內侍臣
- 趙敏通 飾 陳　勝
- 徐　榮 飾 吳　廣/探　子
- 羅浩楷 飾 成萬川
- 陳振業 飾 岑
- 馮康寧 飾 朱
- 陳　堃 飾 僕　人
- 蘇恩磁 飾 呂文妻/雉母
- 甘子正 飾 牛
- 王偉樑 飾 武
- 何志祥 飾 項　兵/村民甲/楚　兵
- 陸駿光 飾 項　兵/村民乙/楚　兵
- 伍秉君 飾 趙老闆
- 盧海鵬 飾 楊真人
- 姚樂怡 飾 香　姬（韓信之妻）
- 凌禮文 飾 戚　陽
- 王維德 飾 沈　雷
- 李麗麗 飾 鳳　姑
- 飾 魏　豹
- 鄭家生 飾 張　耳
- 李海生 飾 陳　餘
- 鄧汝超 飾 田　廣
- 張漢斌 飾 吳　芮
- 伍濼文 飾 菊
- 寧　進 飾 龍
- 鄭世豪 飾 虎
- 張達倫 飾 甘手下甲
- 吳幸美 飾 小　蘭
- 葉　暐 飾 甘手下乙
- 余慕蓮 飾 七　嬸
- 郭德信 飾 韓　王
- 何俊軒 飾 南
- 卓　躒 飾 炳
- 許明志 飾 炊事兵
- 黎銘諾 飾 劏將甲
- 賀文傑 飾 劏將乙
- 張國威 飾 監　軍
- 湯百山 飾 假傳訊兵/族　人
- 高俊文 飾 藏　荼
- 杜　港 飾 探　子
- 湯俊明 飾 張　昌
- 曾慧雲 飾 月
- 嚴文軒 飾 安
- 楊瑞麟 飾 巴　圖
- 張英才 飾 布　扎
- 陳念君 飾 卡　蘭
- 飾 魯　耳
- 霍建邦 飾 王副將
- 姚瑩瑩 飾 殷　嬙
- Joe Junior 飾 咯　隆
- 曾守明 飾 殷　蓋
- 曾健明 飾 大　夫
- 蒲茗藍 飾 迪　亞
- 鄭俊弘 飾 何使從
- 嚴　俊 飾 太　監
- 霍建邦 飾 酒　客
- 夏竹欣 飾 歌姬乙
- 羅天池 飾 忠
- 黃俊紳 飾 信譴從甲/將　領
- 裘卓能 飾 信譴從乙
- 朱禮和 飾 程將軍

## 典故
每一集《楚漢驕雄》的播出前，都會先播出一段影片，由不同的演員解釋源自于秦朝和楚漢時代的典故和成語，好讓觀衆觀看時，更加深入了解劇情。
| 集數 | 典故              | 解説演員 |
| ---- | ----------------- | -------- |
| 1    | 揭竿起義          | 蔣志光   |
| 2    | 市井之徒          | 吳美珩   |
| 3    | 斬白蛇起義        | 羅樂林   |
| 4    | 秦始皇功過        | 鄭子誠   |
| 5    | 二世祖            | 林韋辰   |
| 6    | 虞美人            | 嘉碧儀   |
| 7    | 胯下之辱          | 蔣志光   |
| 8    | 酈食其            | 羅樂林   |
| 9    | 張良計            | 林韋辰   |
| 10   | 楚懷王            | 鄭子誠   |
| 11   | 卿子冠軍          | 吳美珩   |
| 12   | 破釜沉舟          | 鄭少秋   |
| 13   | 指鹿爲馬          | 魯振順   |
| 14   | 約法三章          | 蔣志光   |
| 15   | 鴻門夜宴          | 艾威     |
| 16   | 沐猴而冠          | 黎耀祥   |
| 17   | 推陳出新          | 麥嘉倫   |
| 18   | 蕭何月下追韓信    | 邵傳勇   |
| 19   | 明修棧道 暗渡陳倉 | 鄭少秋   |
| 20   | 反間計            | 魯振順   |
| 21   | 韓信點兵 多多益善 | 林韋辰   |
| 22   | 睢水之戰          | 艾威     |
| 23   | 錦衣夜行          | 黎耀祥   |
| 24   | 古代極刑          | 嘉碧儀   |
| 25   | 假齊王            | 邵傳勇   |
| 26   | 分我杯羹          | 吳美珩   |
| 27   | 鴻溝              | 羅樂林   |
| 28   | 出爾反爾          | 鄭子誠   |
| 29   | 四面楚歌          | 麥嘉倫   |
| 30   | 無面目見江東父老  | 鄭少秋   |

## 劇中與歷史不符的情節
| 集數  | 劇情 | 史實 |
| ----- | --- | --- |
| 1, 30 | 第1集開頭劉邦晚年在烏江邊與假想的張良對話，提及「如今呂氏專政，早就不是漢家天下」；第30集呂后殺韓信後自恃有功迫劉邦封諸呂為王。 | 劉邦晚年為免異姓王再度出現，與劉姓諸王立下白馬之盟：「非劉氏而王，天下共擊之」。至劉邦駕崩後，才開始「呂氏專政」，並大封諸呂為王。 |
| 1     | 劉邦當泗水亭長時，就已經對鄉里吟頌《大風歌》。 | 《大風歌》是劉邦在公元前195年初平定英布之乱后，回到故里沛县，在宴请乡邻的酒宴上击筑而歌所成。 |
| 1     | 英布本為黥面賊，之後因為項羽殺死其仇人秦將趙常而投靠項羽。 | 英布於驪山逃亡落草為寇，之後投入反秦起義，因聽聞項梁平定了會稽而歸附他。 |
| 2     | 呂后因為看中劉邦仁心足以稱霸，不顧父親呂文反對而執意下嫁。 | 事實是劉邦不持一錢卻假稱攜有萬錢賀禮，到賀呂公（《史記索隐》引《相經》說他名「文」）喬遷之喜，更大模斯樣坐在上座。呂公因他天生異相，不顧妻子反對，把呂雉嫁給他。 |
| 4     | 劉邦叫戚姬想像一下，如果在地上有十萬個地瓜會有多壯觀，以此來表示十萬大軍的軍容有多鼎盛。 | 地瓜原產地是美洲大陸，要到16世紀明朝才由西班牙人傳入中國，根本不可能出現在秦朝。 |
| 6     | 300年前，一位人稱虞公的鑄劍師打造出一把天子劍，但天子勢弱，吳王夫差稱霸，於是將此劍據為己有。後來夫差為越王勾踐所敗，於是用這劍自刎。過了不久，此劍落在秦淮公手上，秦淮公在位四年，朝臣作亂，最後用這一把劍自刎。過了一段時間，此劍落在陳哀公手上，下場亦是橫劍自刎而死。 | 前473年夫差自殺，自殺之劍為吳王夫差劍，造於春秋晚期，在吳國所鑄成，主人本來就是吳王夫差；前425年，庶長鼂聯合大臣圍攻秦懷公，懷公自殺。秦懷公在位四年，朝臣作亂，懷公自刎，乃史實。但夫差與秦懷公自殺相差五十年，因此"過了不久，此劍落在秦淮公手上"之說不成立；而陳哀公在位時間為前568年—前534年，自殺時間為前534年，乃夫妻自殺六十年前，因此"過了一段時間此劍落在陳哀公手上"之說亦不成立；而且陳哀公是上吊自殺而死而不是自刎而死。 |
| 8-9   | 楚懷王之孫楚義帝被尊為王前叫「米心太子」。 | 楚國王族為芈姓，熊氏，故義帝應被稱為「芈心」或「熊心」。 |
| 15    | 項羽賜死秦子嬰，鏡頭出現「未央宫」。 | 歷史上「未央宫」始建於漢高帝七年（前200年）二月，漢高祖九年十月建成。 |
| 17    | 韓信到達南鄭後發現當地小孩在書齋念《三字經》。 | 《三字經》是宋代（一說是明代）典籍。 |
| 17    | 韓信被封治粟都尉時，有提及「玉米」。 | 「玉米」原產中美洲，16世紀時傳入中國。 |
| 17    | 韓信在南鄭招賢館同時遇見蕭何和夏侯嬰並獲賞識引薦，被劉邦封為治粟都尉。 | 韓信投靠劉邦後因為觸犯軍法獲刑，臨行刑時向夏侯嬰呼救引起對方注意，獲推薦為治粟都尉，因此得以接觸蕭何並獲賞識。 |
| 17    | 劉邦依韓信計，「明修棧道，暗渡陳倉」，順利攻下陳倉；之後韓信水淹廢丘，攻陷三秦。 | 「明修棧道，暗渡陳倉」為《西漢演義》及元代戏曲所記。史載章邯堅守陳倉力阻韓信，最後劉邦以趙衍計分兵小道，前後夾擊奪取陳倉（劇中趙衍並未出場）。「水淹廢丘」發生於漢二年（前205年）五月，即睢水之戰（漢二年四月）後一個月，當時廢丘已成孤城，由劉邦及樊噲率軍，之後劉邦盡得關中之地。 |
| 21-22 | 睢水之戰為劉邦召集諸侯作戰，與韓信無關。 | 韓信亦隨劉邦參與了睢水之戰，並於戰敗後協助收攏殘兵。 |
| 23    | 劉邦在睢水之戰戰敗後，與部下離散期間初遇薄姬。 | 睢水之戰後魏豹叛漢聯楚，韓信滅魏後薄姬被俘並被置於織室；楚軍攻破滎陽前夕魏豹被殺，之後劉邦初遇薄姬，不久把她召入宮中。 |
| 23    | 張良在劉邦睢水戰敗後向韓信求救，曾告知自己歸漢是因為韓地已降漢。 | 漢元年（前206年）七月，張良因為韓王成被項羽所殺而一早逃亡投靠劉邦；八月，項羽立鄭昌為韓王；十月，劉邦遣「太尉信」伐韓；十一月鄭昌降，漢遂得韓地。 |
| 24    | 英布討伐彭越時中了陳平的離間計，反叛項羽，中途被項羽放走。 | 策反英布是隨何所為，另外英布叛楚後實敗於項聲和龙且（劇中隨何和項聲並未出場）。 |
| 24    | 劉邦失滎陽後，韓信為救劉邦，以敖倉誘項羽孤軍深入，在平原上以戰車陣圍困項羽，大將龍且奉范增之命救駕結果戰死，韓信之後攻伐齊國。 | 韓信自伐魏開始，一直在河北攻伐諸侯，攻趙後兵馬即被劉邦調走對抗項羽，自己則奉劉邦命降燕伐齊，並未回師救劉邦。另外龍且在漢軍奪取齊都臨菑後奉項羽命出擊齊地救援田廣，在漢三年（前204年）十一月死於濰水之戰中，史載范增當時已過世。 |
| 24    | 劉邦命韓信停止伐齊，並派酈食其說降齊王，但韓信為了建功立業而繼續進軍。 | 韓信奉劉邦之命伐齊，在得知酈食其成功說降齊國後，原本打算退兵，但謀士蒯徹以劉邦並未發詔退軍為由，說服韓信不要把功勞讓給酈食其，韓信聽從並攻擊未作防備的齊國（劇中蒯徹並未出場）。 |
| 24-27 | 劉邦失滎陽後，因韓信引開並打敗項羽而得以回守滎陽，直至鴻溝訂約。 | 劇集簡化劉項在中原的對決。漢軍於漢三年（前204年）失滎陽，先後向西退守成皋及鞏縣；劉邦奪得韓信兵馬後，先遣兵燒糧引開項羽，再反擊奪回成皋。兩軍之後在位於滎陽以北的廣武山（即鸿沟地区）對峙，第26集「劉邦中箭」及「分一杯羮」皆發生於廣武對峙期間。至鴻溝之約訂立後，項羽才退出滎陽，引兵東歸。 |
| 25    | 韓信獲封齊王後一度將薄姬據為己有，之後因劉邦奪愛而忿恨劉邦。 | 於史無據。 |
| 25    | 韓信成為齊王後，范增使計誘韓信伐趙。 | 韓信在攻取魏、趙及降燕後才伐齊，之後獲封齊王。 |
| 25    | 范增因病危而被迫離開項羽，於求醫途中去世。 | 項羽在攻下滎陽前已中了陳平的反間計猜忌范增，范增大怒之下告老還鄉，並在途中發病而死。 |
| 27    | 項羽秘密赴齊地勸韓信叛漢自立，共分天下，但韓信因過去私怨誓滅項羽而拒絕其提議。 | 項羽派策士武涉勸韓信自立，與楚漢成鼎足之勢（劇中武涉並未出場）；謀士蒯徹亦持同樣主張。但韓信因為劉邦的知遇之恩，深信漢王不會有負於己，而不忍叛漢。 |
| 28    | 項羽為表議和誠意，送呂雉回滎陽，呂雉之後參與了楚漢和議。 | 呂雉直到汉四年（前203年）秋九月，楚漢議和成功，才與太公等人被放回歸漢。 |
| 28-29 | 韓信親赴滎陽上表勸劉邦撕毀鴻溝之約，劉邦在群臣壓力下違心答應。韓信其後在垓下預設「十面埋伏」之計。 | 力主毀約者為張良和陳平二人，劉邦聽從二人意見而下令進擊項羽。韓信則一直在齊地按兵不動，直至項羽逃至垓下，劉邦答應裂土封王，才率兵前往垓下會合劉邦。 |
| 29    | 劉邦背約追擊，項羽欲率軍奔彭城固守，但因英布擄走虞姬前赴垓下救援而受圍困。之後率二十八騎突圍，為田父所欺，到烏江時人馬已非死即傷。 | 在訂立鴻溝之約前，漢軍已攻佔了彭城周圍地區，使彭城成為一座孤城；項羽是在漢軍追擊下節節敗退而逃到垓下，與虞姬無關。項羽逃出垓下時尚有八百餘騎，渡過淮水後則剩下百餘騎，在迷路被漢軍追上後才剩下二十八騎，到達烏江時則餘下二十六騎。 |
| 30    | 劉邦得天下後，張良留下治國謀略，掛冠求去。 | 張良獲封留侯後確實在家中隱居一年有多，但之後亦繼續為漢室出力。呂后曾向他問計保住劉盈太子之位，劉邦在親征英布時亦請他當少傅輔助劉盈。 |
| 30    | 劉邦假裝親征陳豨，實際上留在長安，逮捕韓信後交由呂后殺死。 | 陳豨謀反及劉邦親征為史實，韓信是被留在長安的呂后所殺，劉邦征戰回來後才知情。 |

## 收視
以下為本劇於翡翠台之收視紀錄：
| 週次 | 集數  | 日期                    | 平均收視 | 最高收視 |
| 1    | 01-05 | 2004年10月25日-10月30日 | 27點     | 31點     |
| 2    | 06-10 | 2004年11月1日-11月5日   | 28點     |          |
| 3    | 11-15 | 2004年11月8日-11月12日  | 28點     |          |
| 4    | 16-20 | 2004年11月15日-11月20日 | 30點     | 35點     |
| 5    | 21-25 | 2004年11月22日-11月26日 | 31點     | 35點     |
| 6    | 26-30 | 2004年11月29日-12月2日  | 31點     |          |

## 外部連結
- 無綫電視官方網頁 - 楚漢驕雄
- 無綫電視官方網頁(TVBI) - 楚漢驕雄 （页面存档备份，存于）
- 《楚漢驕雄》 GOTV 第1集重溫